# Astenopija
Astenopija ili brzo zamaranje očiju je oftalmološko stanje koje se očituje nespecifičnim simptomima poput umora, crvenih očiju, boli u očima ili oko očiju, zamagljenim vidom, glavoboljom i povremenom dvostrukom slikom. Simptomi se često pojavljuju nakon čitanja, rada na računalu, ili drugih aktivnosti koje zamaraju oči. 
Mišići unutarnjeg oka stežu se dok se koncentriramo na, na primjer, čitanje iz knjige ili s kompjuterskog ekrana, što može uzrokovati iritaciju, isušivanje i nelagodu u očima (v. sindrom kompjuterskog vida). Odmaranje očiju tako da barem jednom na sat pogledamo u neki udaljeni objekt obično ublažava problem. 
Kompjuterski ekrani koji se temelje na katodnim cijevima s niskom frekvencijom osvježavanja slike (manje od 70Hz) mogu uzrokovati slične probleme zbog treperenja slike. Slika na starim ekranima s katodnim cijevima često gubi na oštrini, što također zamara oči. LCD ekrani ne gube na oštrini slike i slika na njima rjeđe vidljivo treperi.  

## Uzroci
Katkad je astenopija uzrokovana određenim problemima s vidom, poput neispravljenih refrakcijskih grešaka ili problemima s binokularnim vidom poput akomodativne insuficijencije ili heteroforije.